# Jean Boisseau
Pour les articles homonymes, voir Boisseau (homonymie).

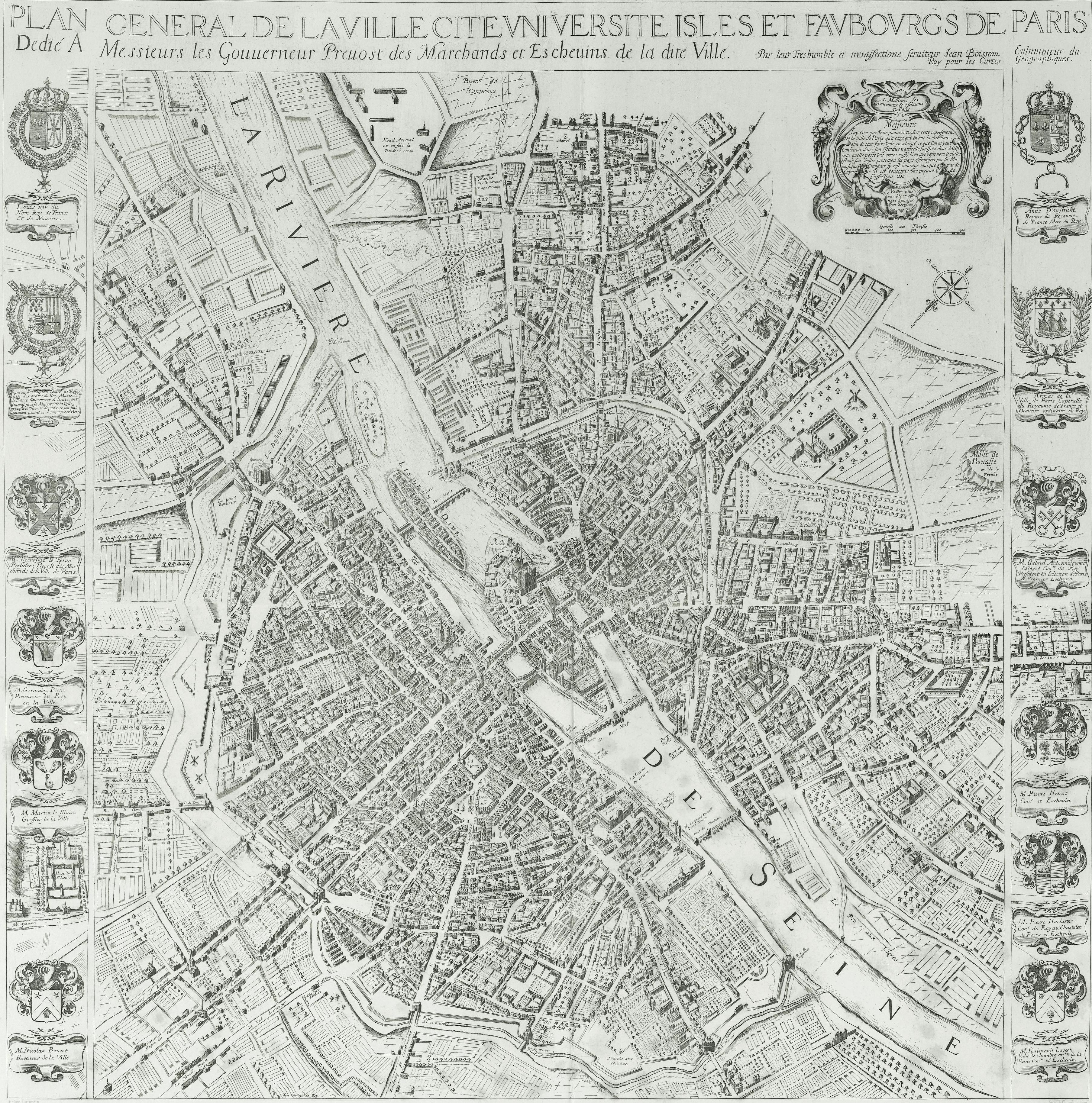
Le Plan de Boisseau, v. 1648.

Jean Boisseau, né avant 1631 et mort après avril 1657, est un graveur et maître-enlumineur français.
Il est l'auteur vers 1648 d'un plan de Paris qui porte son nom.

## Biographie
Il travaille entre 1631 et 1648, d'abord comme « maître enlumineur ». En 1641, il réédite le Théâtre géographique du royaume de France de Jean Le Clerc et publie la Topographie française de Claude Châtillon. Il crée son œuvre personnelle à partir de Le Clerc (Théâtre des Gaules) et de Mercator-Hondius (Trésor des cartes géographiques).
Jean Boisseau meurt après avril 1657.